# Accademia della Virtù

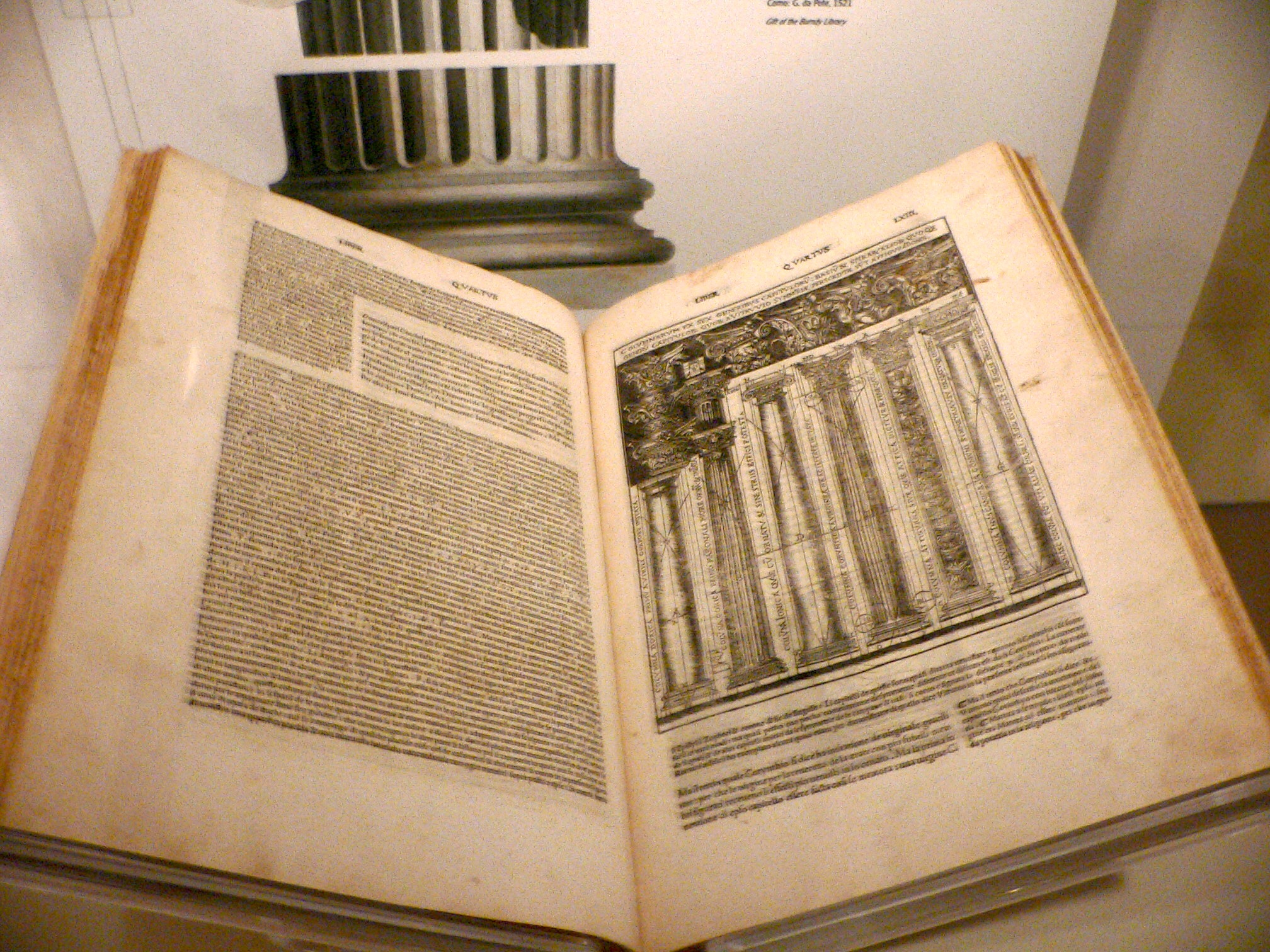
L'oggetto di studio dell'Accademia dei virtuosi fu il De Architectura di Vitruvio, qui nella prima versione italiana, tradotta nel 1521, con ampio commento, da Cesare Cesariano.

L'Accademia della Virtù, o Accademia Vitruviana, fu un sodalizio culturale sorto a Roma nel 1542, su impulso dell'umanista senese Claudio Tolomei e sotto la protezione del cardinale Ippolito de' Medici. L'associazione fu presieduta dall'erudito Marcello Cervini ,  appassionato di alchimia e architettura, futuro papa con il nome di Marcello II e si avvalse del sostegno di una schiera di intellettuali e artisti del Rinascimento italiano, come il Vignola, Bernardino Maffei, Guillaume Philandrier detto il Filandro, Alessandro Manzuoli, Luca Contile, Annibal Caro, Marc'Antonio Flaminio, Francesco Maria Molza, Francesco Paciotti.

## Finalità del sodalizio

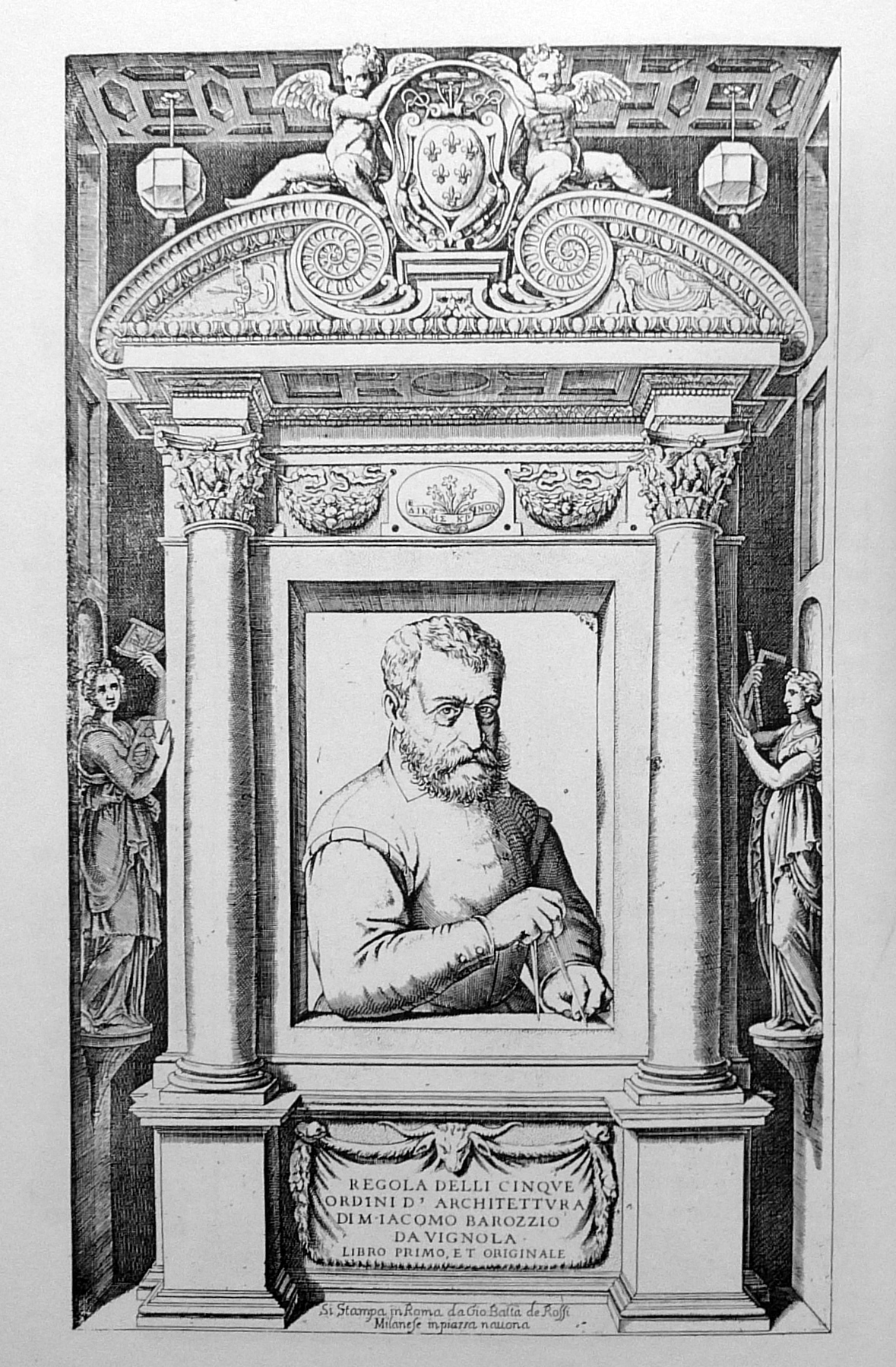
Frontespizio della Regola delli cinque ordini d'architettura del Vignola, considerato frutto degli studi vitruviani sollecitatigli dall'Accademia

Con la loro iniziativa, i "Virtuosi" intendevano contribuire pienamente a un tema di stretta attualità nel fervore teorico che animava la riflessione dei protagonisti dell'arte e dell'architettura rinascimentale: il cosiddetto "dibattito vitruviano", o "questione vitruviana", vale a dire quello sforzo conoscitivo collettivo che spingeva artisti, eruditi e appassionati alla riappropriazione dell'eredità dell'arte greco-romana e dell'architettura classico-romana, anche attraverso la lettura, l'interpretazione e il commento del trattato latino De Architectura, assurto a vastissima fama nel Rinascimento.

### Studi vitruviani
Scopo immediato dell'associazione era la lettura e il commento del De Architectura, da tenersi due volte a settimana nel palazzo dell'arcivescovo Francesco Colonna. Ma tutto questo si collocava all'interno di un fine ulteriore, estremamente ambizioso: realizzare un vasto progetto enciclopedico sull'arte e sull'architettura classica. L'ambizioso scopo, che Tolomei descrisse in una «celebre lettera» del 14 novembre 1542 indirizzata al conte senese Agostino de Landi, può essere sintetizzato in tre punti: 
- Realizzare un'edizione esaustiva del De Architectura di Vitruvio
- Corredare il trattato dell'architetto romano di un lexicon comparativo, grazie al quale fosse possibile stabilire una relazione diretta tra le tecniche descritte da Vitruvio e le testimonianze architettoniche sopravvissute nelle vestigia dell'antichità
- Realizzare un corpus documentario che contemplasse l'intera produzione artistica dell'antichità.

#### Esiti e contributi
L'enorme portata di questa idea, per la sua stessa estrema ambizione, era fatalmente destinata a rimanere in parte irrealizzata. Tuttavia, la temperie culturale che il progetto presupponeva, e gli studi che vi vennero promossi, furono in grado di produrre risultati interessanti.
A quella atmosfera culturale, ad esempio, possono essere ricondotte alcune opere della trattatistica d'arte e d'architettura rinascimentale, come il trattato di Sebastiano Serlio, il trattato del Sansovino e, nel 1544, l'elaborazione, da parte dello stesso Tolomei, di un'idea di città di fondazione sul monte Argentario.
Guillaume Philandrier detto il Filandro

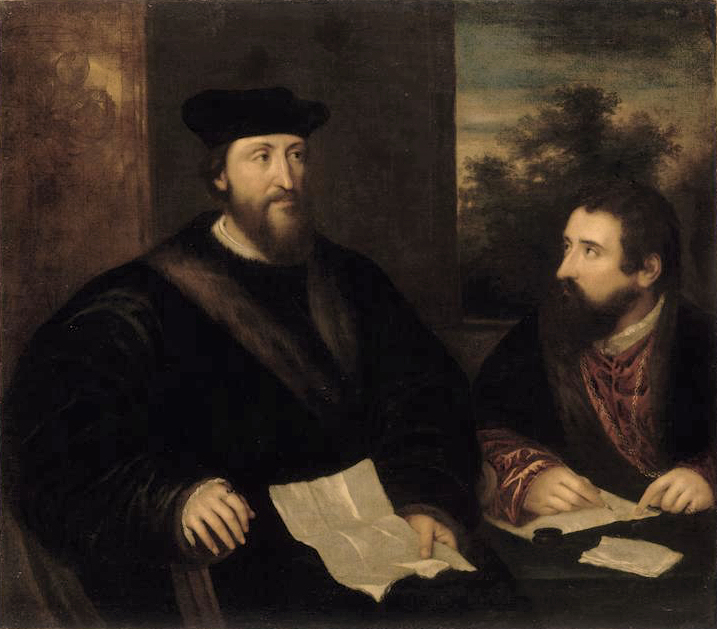
Guillaume "Philander" (a destra), segretario di Georges d'Armagnac, in un ritratto del Tiziano.

Sempre nel 1544, Guillaume Philandrier detto il Filandro, già allievo del Serlio a Venezia, traendo sicuramente partito dalla sua frequentazione dell'accademia durante il soggiorno romano, fu in grado di produrre le sue Annotazioni sui dieci libri del "de Architectura" di Marco Vitruvio Pollione (In decem libros M. Vitruvii Pollionis de Architectura Annotationes, uscito poi in edizioni ampliate nel 1552 e 1586). Al profitto dovuto alla sua frequentazione accademica, il Filandro dovette comunque aggiungervi del proprio, visto anche che, all'epoca della sua pubblicazione, l'esame del  De Architectura di Vitruvio, da parte degli "accademici virtuosi", era giunto solo al settimo libro.
Jacopo Barozzi da Vignola
Tra il 1537 e il 1540, durante il suo primo breve periodo romano che precedette il suo viaggio in Francia, il Vignola studiò i monumenti antichi, prendendone misure e traendone disegni, sollecitato in questo da Marcello Cervini, Alessandro Manzuoli e Bernardino Maffei, in quello che si proponeva come un lavoro preparatorio nell'ambito degli studi vitruviani perseguiti dall'Accademia e che gli risultò di grande utilità nell'apprendimento della sua arte.
Nel 1562 il Vignola pubblicò il trattato intitolato Regola delli cinque ordini d'architettura, composto molto tempo prima, intorno al 1540, che ebbe larghissima diffusione in tutta l'Europa fino all'Ottocento. Si ritiene che l'origine di quel trattato sia da ricercare proprio nel milieu culturale degli accademici romani e in quella serie di studi e disegni, ora perduti, che egli eseguì a Roma per conto dell'Accademia della Virtù.